# Johann Messmer
Johann Messmer (* 11. Dezember 1818 in Erlen; † 29. März 1880 in Frauenfeld) war ein Schweizer Politiker und Richter. Von 1857 bis zu seinem Tod gehörte er dem Nationalrat an, von 1872 bis 1874 war er Bundesrichter.

## Biografie
Der Sohn eines Landwirts und Kreisrichters studierte Recht an den Universitäten Zürich, Heidelberg und Göttingen; anschliessend war er in Frauenfeld als Rechtsanwalt tätig. Von 1843 bis 1846 war Messmer Verwalter des Klosters Kreuzlingen, im Jahr 1850 Bezirksstatthalter und -schreiber in Bischofszell. Am Obergericht des Kantons Thurgau war er ab 1850 zunächst Schreiber, ab 1855 Richter (von 1869 bis zu seinem Tod Gerichtspräsident). Zusätzlich war er von 1872 bis 1874 Bundesrichter.
Messmer wurde 1856 in den Thurgauer Kantonsrat gewählt, den er 1870/71 präsidierte. Ebenso war er 1868/69 Mitglied des Verfassungsrates. Er kandidierte mit Erfolg bei den Nationalratswahlen, siebenmal gelang ihm die Wiederwahl. Bis 1860 gehörte er zur Gruppe der freisinnigen Linken, danach wechselte er zur liberalen Mitte. Grossrat und Nationalrat blieb er bis zu seinem Tod.
Darüber hinaus hatte Messmer zahlreiche weitere Ämter inne: Er war Präsident der Aufsichtskommission der Kantonsschule (1853–1880), Erziehungsrat (1858–1869), Verwaltungsrat der thurgauischen Hypothekenbank (1856–1880) und der Gotthardbahn-Gesellschaft (1875–1879), Schulvorsteher (1858–1869), Gemeindeammann von Frauenfeld (1861–1877), Mitglied der evangelischen Synode (1858–1869) und reformierter Kirchenrat (1870–1874).